# تشارلز جولدي
تشارلز جولدي (بالإنجليزية: Charles Goldie)‏ (26 مارس 1825 في فرنسا - 11 يناير 1886 في المملكة المتحدة) هو لاعب كريكت بريطاني (وحمل سابقاً جنسية المملكة المتحدة لبريطانيا العظمى وأيرلندا).